# Kham Koert
Kham Koert (voller Thronname Samdat Brhat-Anya Chao Kama Kiri, anglisierende Umschrift Kham Kert, manchmal auch Kham Keul; * im 15. Jahrhundert; † 1438 in Luang Phrabang) war zwischen 1436 und 1438 König von Lan Chang.

## Leben
Kham Koert war der sechste Sohn von König Samsaenthai (reg. 1372–1417), seine Mutter war eine Sklavin im Palast des Königs. Seine ältere Halbschwester Nang Keo Phim Fa erhob Kham Koert 1436 auf den Thron; er folgte Khai Bua Ban.
Kham Koert beanspruchte, eine Reinkarnation seines Vaters Samsaenthai zu sein. Er starb 1438 bei einem Anfall und seine Nachfolgerin war Keo Phim Fa.